# André Cordeiro
André Henrique de Oliveira Cordeiro (Belo Horizonte, Brasil, 15 de marzo de 1974) es un nadador retirado especializado en pruebas de estilo libre. Fue campeón del mundo en la prueba de 4x100 metros libres en el Campeonato Mundial de Natación en Piscina Corta de 1995.
Representó a Brasil en los Juegos Olímpicos de Atlanta 1996.

## Palmarés internacional
| Campeonato Mundial de Natación en Piscina Corta | Campeonato Mundial de Natación en Piscina Corta | Campeonato Mundial de Natación en Piscina Corta | Campeonato Mundial de Natación en Piscina Corta |
| Año                                             | Lugar                                           | Medalla                                         | Prueba                                          |
| ----------------------------------------------- | ----------------------------------------------- | ----------------------------------------------- | ----------------------------------------------- |
| 1995                                            | Río de Janeiro (Brasil)                         | Medalla de oro                                  | 4 × 100 m libre                                 |